# Липов Юрій Нойович
Юрій Нойович Липов (нар. 9 квітня 1934) — радянський та російський вчений, спеціаліст у сфері механізації сільського господарства. Член-кореспондент Російської інженерної академії. Доктор технічних наук, професор ВІСГОМ, де багато років був директором відділення «Гідрокомплекс». Лауреат Державної премії Російської Федерації 1996 року: «за створення та впровадження високоефективних комплексів машин нового покоління для промислового виробництва овочів і грибів у захищеному ґрунті».